# High-Speed Thrashing Maniacs
High-Speed Thrashing Maniacs es el primer EP de la banda sueca de Thrash metal Arsenite.

## Información sobre el álbum
El álbum está inspirado en grupos como Megadeth, Metallica y Iced Earth "mezclado" con grupos como Judas Priest y  Motörhead.

### Lista de canciones
| N.º   | Título                       | Duración |  |
| 1.    | «Sheep in wolfskin clothing» | 4:43     |  |
| 2.    | «Ashes of the declined»      | 4:18     |  |
| 3.    | «Stopping at nothing»        | 3:15     |  |
| 4.    | «Blood on your hands»        | 4:22     |  |
| 16:40 |                              |          |  |

## Integrantes
- Tony Classon - Voz
- Simon Hagberg - Guitarra
- Martin Giaever - Bajo
- Richard Fredriksson - Batería

### Producción
- Niklas Stålvind y la banda.